# Liste der Bodendenkmäler in Reichenbach (Landkreis Cham)
Auf dieser Seite sind die Bodendenkmäler in der Oberpfälzer Gemeinde Reichenbach zusammengestellt. Diese Tabelle ist eine Teilliste der Liste der Bodendenkmäler in Bayern. Grundlage ist die Bayerische Denkmalliste, die auf Basis des Bayerischen Denkmalschutzgesetzes vom 1. Oktober 1973 erstmals erstellt wurde und seither durch das Bayerische Landesamt für Denkmalpflege geführt wird. Die folgenden Angaben ersetzen nicht die rechtsverbindliche Auskunft der Denkmalschutzbehörde.

## Gemeinde Reichenbach

### Gemarkung Reichenbach
| Lage                   | Objekt | Akten-Nr.     | Bild |
| ---------------------- | --- | ------------- | ---- |
| Reichenbach (Standort) | Archäologische Befunde des Mittelalters und der frühen Neuzeit im Bereich des ehemaligen Benediktinerklosters Reichenbach, darunter die Spuren von Vorgängerbauten bzw. älterer Bauphasen sowie abgegangener Gebäude. Siehe auch: Kloster Reichenbach am Regen | D-3-6840-0012 |      |
| Reichenbach (Standort) | Mesolithische Freilandstation, Siedlungen der Bronzezeit und der Spätlatènezeit. | D-3-6840-0013 |      |

### Gemarkung Tiefenbach
| Lage                  | Objekt                                                                            | Akten-Nr.     | Bild |
| --------------------- | --------------------------------------------------------------------------------- | ------------- | ---- |
| Tiefenbach (Standort) | Archäologische Befunde des abgegangenen frühneuzeitlichen Adelssitzes in Windhof. | D-3-6840-0127 |      |
| Tiefenbach (Standort) | Vorgeschichtliche Siedlung.                                                       | D-3-6840-0144 |      |

### Gemarkung Walderbach
| Lage                  | Objekt                                                     | Akten-Nr.     | Bild |
| --------------------- | ---------------------------------------------------------- | ------------- | ---- |
| Walderbach (Standort) | Mesolithische Freilandstation, vorgeschichtliche Siedlung. | D-3-6840-0041 |      |